# Uniwersytet Islandzki
Uniwersytet Islandzki (isl. Háskóli Íslands) – państwowa uczelnia założona 17 czerwca 1911 w Reykjavíku, stolicy Islandii. Obecnie na 26 wydziałach studiuje ok. 12,5 tys. studentów, w tym ponad 650 osób na studiach doktoranckich. Uniwersytet, wraz z powiązanymi z nim jednostkami badawczymi, zatrudnia blisko 2,5 tys. pracowników, w tym ok. 1000 pracowników naukowych, co czyni go największym krajowym pracodawcą.
Przez pierwsze 29 lat swojego istnienia uczelnia mieściła się w budynku islandzkiego parlamentu, Alþingishúsið, w centrum miasta. W 1933 otrzymała specjalne pozwolenie parlamentu na organizowanie loterii pieniężnej. Środki z niej są nadal głównym źródłem finansowania budowy nowych obiektów uniwersyteckich. W 1940 szkoła przeniosła się do budynku przy ulicy Suðurgata, który stanowi centrum dzisiejszego kampusu.
Uniwersytet prowadzi badania w wielu dziedzinach nauk społecznych i przyrodniczych. Działający przy uczelni Instytut Árniego Magnússona posiada bogatą kolekcję rękopisów literatury islandzkiej. Instytucja posiada również bogate bazy danych klimatologicznych, glacjologicznych, sejsmologicznych i geotermalnych, a także wyniki spisów ludności prowadzonych na wyspie od 1703.